# Sheck Wes
Khadimou Rassoul Cheikh Fall, a szakmában ismert nevén Sheck Wes (Harlem, 1998. szeptember 10. –) amerikai rapper és énekes. Legismertebb dala a 2017-es "Mo Bamba", amely 2018-ban vált népszerűvé.
2018 februárjában Wes közös lemezszerződést írt alá Travis Scott Cactus Jack és Kanye West GOOD Music kiadóival, az Interscope Records égisze alatt. West egyslágeres előadónak tartják.

## Gyerekkora
Khadimou Rassoul Cheikh Fall 1998. szeptember 10-én született New York City Harlem negyedében, szenegáli származású szülők gyermekeként. Fall muszlim háztartásban nőtt fel. Ötéves korában édesanyjával, Ella Kingslanddal Milwaukee-ba, Wisconsin államba költözött, ahol kilenc évig élt. 14 éves korában visszaköltözött New Yorkba. Fall 11 évesen kezdett zenével foglalkozni, hogy enyhítse a problémás gyermekkorából fakadó stresszt, mivel ellenséges környezetben nőtt fel. Középiskolás korában a kosárlabda lett a fő szabadidős tevékenysége, de egy divat-tehetségkutató érdeklődését is felkeltette, ami miatt kihagyott egy rájátszásmérkőzést, hogy részt vehessen a Madison Square Gardenben megrendezett Yeezy Season 3 kollekció bemutatóján.

## Zenei karrier

### 2018–2019: Mudboy
Február 2-án Wes szerződést írt alá Kanye West GOOD Music és Travis Scott Cactus Jack Records kiadóival, az Interscope égisze alatt. Wes vendégszerepelt Scott harmadik stúdióalbumán, az Astroworld-en, a "No Bystanders" című dalban az amerikai rapper Juice Wrld mellett. Október 2-án Wes bejelentette debütáló stúdióalbumát, a Mudboy-t, amely három nappal később jelent meg. Március 19-én Wes kiadott egy új kislemezt a Cactus Jack kiadó alatt, amelynek címe "YKTS".

### 2019–napjainkig: Hell 2 Paradise
A Mudboy megjelenését követően Wes bejelentette, hogy második stúdióalbumán dolgozik. 2019 januárjában Wes Eminem hawaii koncertjén lépett fel nyitó előadóként az amerikai rapper Logic mellett. Július 18-án Wes kiadta a "Sadio Mane" és a "Losing My Mind" című kislemezeket. Másnap, július 19-én szerepelt Chase B és Young Thug "Mayday" című dalában. Október 31-én megjelent a "YKTS" dal, amelyhez egy videoklip is készült. December 27-én Wes vendégszerepelt a Cactus Jack válogatásalbumán, a JackBoys-on, a "Gang Gang" című dalban, amelyben Don Toliver, Travis Scott és Luxury Tax 50 is közreműködtek.
november 6-án Wes kiadta a "Rich One Day" című kislemezt, majd november 19-én a "#BeenBallin" című kislemezt.
január 29-én Wes kiadta a "GFU" című dalt az YSL Records kiadóval és az amerikai rapper Yak Gotti-val, valamint Yung Kayo-val, amely a kiadó válogatásalbumának, a Slime Language 2-nek a második kislemeze.
2023-ban Wes vendégvokált adott Travis Scott "Fe!n" című dalának eredeti változatához, valamint a dalnak a Circus Maximus című filmben bemutatott változatához.

## Kosárlabda-karrier
November 18-án Wes az Instagramon jelentette be, hogy részt vesz a 2020-as NBA drafton, bár végül nem választották ki. 2020. november 19-én csatlakozott a Paris Basketball csapatához, amely az LNB Pro A ligában versenyez. 2021. május 10-én Wes szerződést írt alá a Paris Basketball csapatával. Május 28-án debütált, 4 percet játszva. Két további mérkőzésen lépett pályára a Paris Basketball színeiben, átlagosan 1,3 pontot szerzett meccsenként.

## Jogi problémák
2019. január 31-én a Ridge Productions azt állította, hogy Wes nem volt hajlandó fizetni a készülő "Mudboy" című kislemezéhez készült videóért. A Ridge Productions közzétette a videó eredeti verzióját, amelyben kicserélték az audiót, hogy kigúnyolják West és csapatát az egyezség megszegése miatt.
2019 februárjában West videón kapták el, amint volt partnerét, Justine Skye énekesnőt zaklatta. Miután Skye nyilvánosan is beszámolt arról, hogy Wes bántalmazta őt, Wes korábbi középiskolai osztálytársai kijelentették, hogy korábban más nőket is bántalmazott az iskolában. 2019 áprilisában Wes a közösségi média személyiségével, India Love-val járt. 2019 júniusában Love egy képet tett közzé, majd törölt egy fekete szemről, amely arra utalt, hogy Wes bántalmazta őt a szakításuk után. Később az év folyamán újra összejöttek. 2020 júniusában nyilvános vitába keveredtek. Love arra utalt, hogy Wes ismét bántalmazta őt, miután egy fekete szemről készült képet tett közzé azzal a felirattal, hogy "Ezért van vége Sheck, hagyd abba, hogy azt mondod, megcsaltalak". Később törölte a bejegyzést. Wes-t eltávolították egy Major League Soccer hirdetési kampányból a vádak miatt. Skye később távoltartási végzést kért Wes ellen. Wes tagadta a vádakat, és soha nem emeltek ellene vádat.Skye egykori barátja, GoldLink rapper többször is sértegette és kritizálta West nyilvánosan a bántalmazási vádak miatt.
2020. május 21-én West letartóztatták New Yorkban kábítószer- és fegyverbirtoklás vádjával. Később szabadon engedték.

## Diszkográfiája

### Album
- 2018 : Mudboy

### Kislemezek
- 2017: Live SheckWes Die SheckWes
- 2017: Mo Bamba
- 2018: Do That
- 2018: Chippi Chippi
- 2019: Enzo (DJ Snake, Offset, 21 Savage és Gucci Mane társaságában)
- 2019: Sadio Mané
- 2019: Losing My Mind
- 2019: YKTS
- 2019: Gang Gang (JackBoys-szal)
- 2020: Rich One Day
- 2021: GFU (Young Stoner Life-fel és Yak Gottival feat. Yung Kayo)

## Fordítás
- Ez a szócikk részben vagy egészben  a   Sheck Wes című angol Wikipédia-szócikk fordításán alapul.  Az eredeti cikk szerkesztőit annak laptörténete sorolja fel. Ez a jelzés csupán a megfogalmazás eredetét és a szerzői jogokat jelzi, nem szolgál a cikkben szereplő információk forrásmegjelöléseként.